# Čerňava (přírodní rezervace)
Čerňava je přírodní rezervace v lokalitě Rajnochovice v okrese Kroměříž, na svahu hory Čerňava (844 metrů). Leží uvnitř přírodního parku Hostýnské vrchy v Hostýnsko-vsetínské hornatině.

## Ochrana přírody
Důvodem ochrany je dochovaný zbytek karpatské jedlobučiny starý až 280 let.